# Estación de ferrocarril de Harbin
La estación de ferrocarril de Harbin (en chino tradicional, 哈爾濱站; en chino simplificado, 哈尔滨站; pinyin, Hā'ěrbīn Zhàn) es la principal estación de ferrocarril de la ciudad de Harbin, Heilongjiang, China. La estación fue inaugurada en octubre de 1899 y fue reconstruida en 2017. La línea 2 en construcción del Metro de Harbin también construirá una estación aquí, y se abrirá en 2020.

## Historia

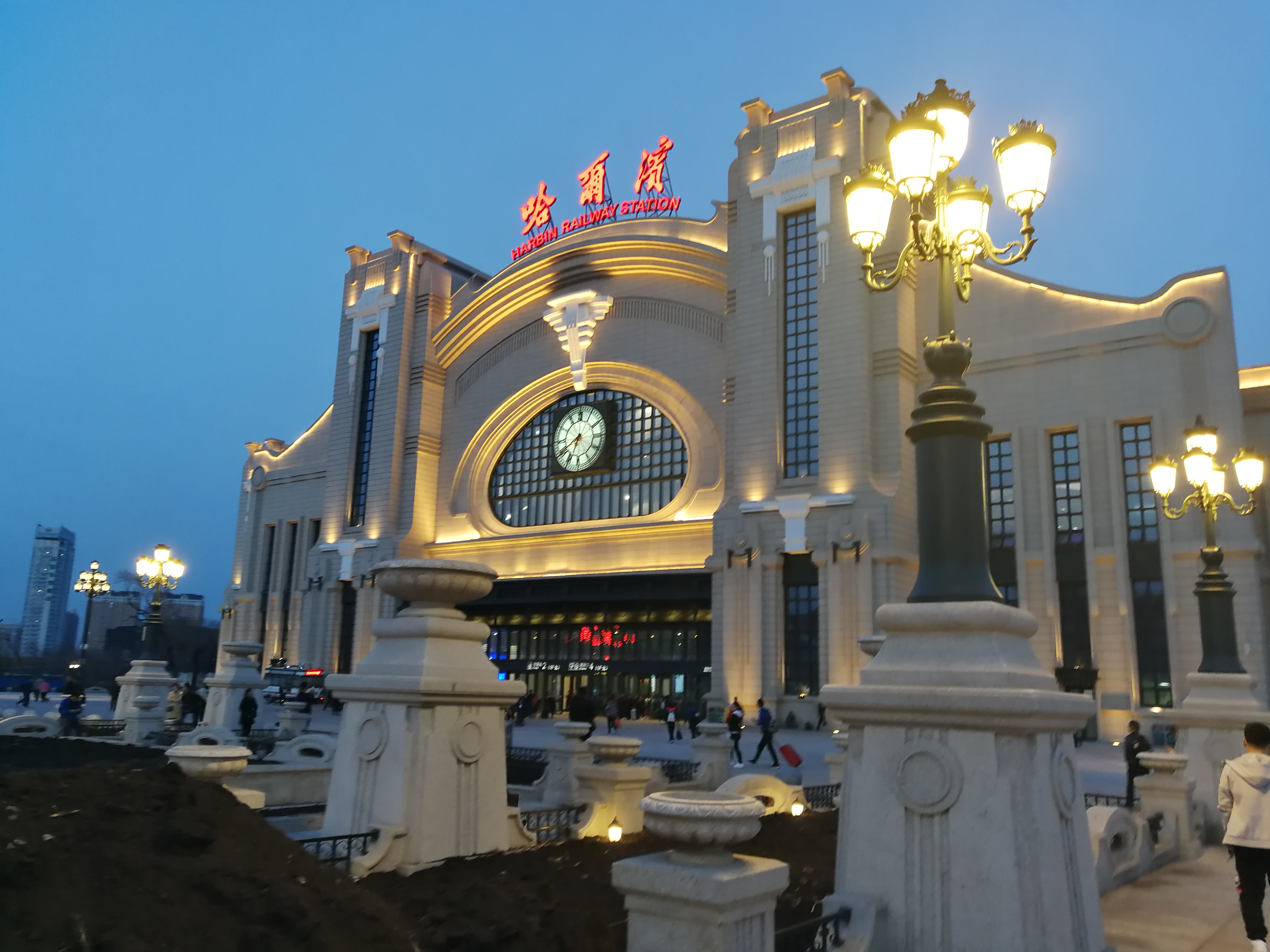
Fachada de la estación.

La estación de Songhuajiang (en chino tradicional, 松花江站; en chino simplificado, 松花江站; pinyin, Sōnghuājiāng Zhàn; literalmente 'estación de ferrocarril del río Songhua') se inauguró en octubre de 1899. Se renombró como estación de Harbin en julio de 1903 y posteriormente ha sido renovada en 1960, 1972, 1989 y 2002. En 2015, comenzó la reconstrucción de la nueva estación de ferrocarril de Harbin, utilizando el mismo diseño de estilo Art Nouveau original en la antigua estación construida en 1903. El 31 de agosto de 2017, la terminal norte de la nueva estación de ferrocarril de Harbin se abrió para el servicio público. La principal terminal sur, cuya reurbanización in situ, se abrió en 2018.
El 26 de octubre de 1909, el nacionalista coreano An Jung-geun asesinó a Itō Hirobumi (伊藤博文), el primer ministro de Japón, en el andén de la estación de Harbin. Había sido el Residente General de Japón en Corea hasta unos meses antes de su asesinato. El domingo 19 de enero de 2014 se inauguró en Harbin una sala conmemorativa en honor a An Jung-geun. El salón, una sala de 200 metros cuadrados, cuenta con fotos y recuerdos.